# Ove Gotting
Ove Gotting, född 27 december 1957, är en svensk kördirigent, sångsolist, kantor och musikpedagog. 
Gotting är bosatt i Grönahög och verksam framför allt i Jönköping. Han arbetar som lärare och tidigare även linjeansvarig på musiklinjen på Södra Vätterbygdens folkhögskola. Han är även dirigent för Jönköpings kammarkör och Jönköpings orkesterförening. Gotting är välkänd för sin expertis inom körområdet och 2011 mottog han utmärkelsen Årets körledare för sitt arbete med professionella såväl som växande körsångare.